# ميغومي ماتسوموتو
ميغومي ماتسوموتو (باليابانية: 松元 恵) مواليد 6 فبراير 1977، هي مؤدية أصوات يابانية.

## أعمال

### مسلسلات أنمي تلفزيونية
- أكاديمية أليس
- عندما تبكي حشرة الليل
- كآبة هاروهي سوزوميا - كونيكيدا
- مونتو - توتشي

## وصلات خارجية
- ميغومي ماتسوموتو على موقع IMDb (الإنجليزية)
- ميغومي ماتسوموتو على موقع قاعدة بيانات الفيلم (الإنجليزية)
- ميغومي ماتسوموتو على موقع كينوبويسك (الروسية)
- ميغومي ماتسوموتو على موقع ANN person (الإنجليزية)